# Отіс Сміт (тенісист)
Отіс Сміт (англ. Otis Smith; нар. 8 грудня 1965) — колишній американський тенісист.
Найвищу одиночну позицію світового рейтингу — 274 місце досяг 24 вересня 1990, парну — 216 місце — 29 липня 1991 року.

## Фінали ATP Челленджер

### Парний розряд: 4 (0–4)
| Результат | Ранг | Дата     | Турнір                       | Покриття | Партнер              | Суперники                             | Рахунок  |
| --------- | ---- | -------- | ---------------------------- | -------- | -------------------- | ------------------------------------- | -------- |
| Поразка   | 1.   | Лип 1988 | Салоу, Іспанія               | Ґрунт    | Скотт Патрідж        | Марсело Геннеманн Жан-Марк П'ясентіль | 4–6, 1–6 |
| Поразка   | 2.   | Вер 1988 | Азорські острови, Португалія | Тверде   | Чак Мерзбахер        | Ндука Одізор Ерік Віноградскі         | 4–6, 4–6 |
| Поразка   | 3.   | Вер 1990 | Коквітлам, Канада            | Тверде   | Роджер Сміт          | Стів Девріє Патрік Гелбрайт           | 5–7, 5–7 |
| Поразка   | 4.   | Лип 1991 | Ньйон, Швейцарія             | Ґрунт    | Вінсент ван Ґелдерен | Мартін Дамм Браніслав Станкович       | 1–6, 6–7 |